# Francis Buchanan-Hamilton
Francis Buchanan-Hamilton (* 15. Februar 1762 in Callander, Perthshire, Schottland; † 15. Juni 1829 ebenda), auch als Francis Hamilton-Buchanan und Francis Hamilton bekannt, war ein schottisch-britischer Arzt, Geograph und bedeutender Erforscher südasiatischer Fischarten und Botaniker. Sein zoologisches Hauptwerk hat unter der Kurzbezeichnung „Hamilton’s Fishes“ bis heute große Bedeutung für die Taxonomie und systematische Ichthyologie. Er ist der Namensgeber des Laterit.

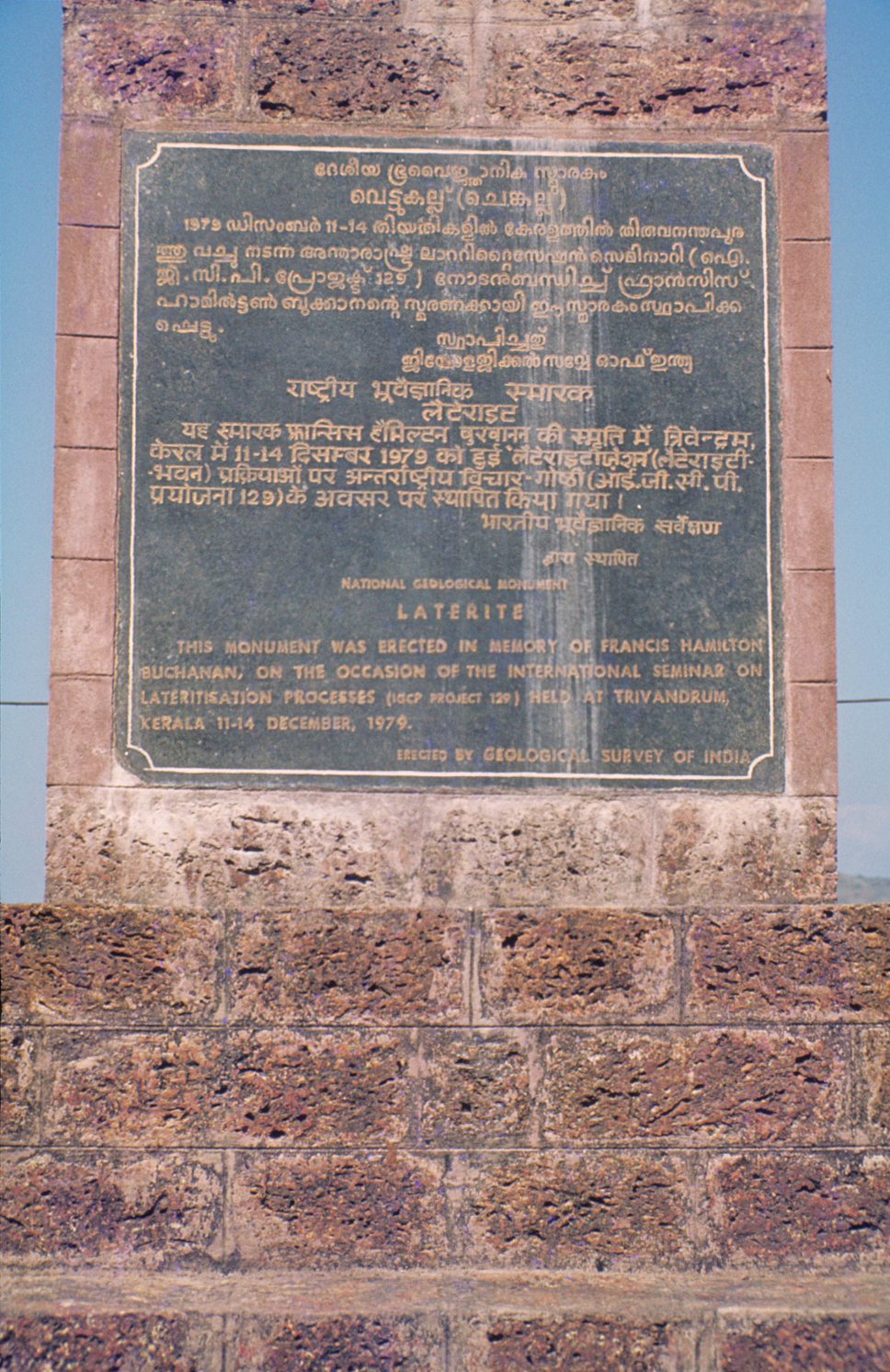
Dreisprachiges Hamilton-Denkmal (National Geological Monument) aus Laterit in Angadipuram, Kerala, Indien

## Herkunft und Leben
Francis Buchanan wurde als dritter Sohn der Eheleute Thomas Buchanan of Spittal und Elisabeth Hamilton, heiress of Bardowie, in der Gemeinde Callander, Grafschaft Perthshire, Schottland, geboren. 1783 bestand er das medizinische Examen in Edinburgh und begann seine Laufbahn im Dienst der britischen Krone als Schiffsarzt der Kriegsmarine. Gesundheitliche Gründe führten bald zu seinem Abschied. Ab 1794 diente er der East India Company in ihrer bengalischen Niederlassung als Kolonialarzt. Kurz nach seiner Ankunft wurde er an den Gerichtshof von Ava versetzt, wo er sich erstmals intensiv seinen naturkundlichen Neigungen widmete: Er sammelte, registrierte und beschrieb nahezu die gesamte Flora dieses Verwaltungsbezirks einschließlich jener der Andamanen-Inseln.
Nach dem Ende seiner Ava-Mission unterbrach Francis Buchanan die Rückreise in Lakkipur, nahe der Mündung des Brahmaputra. Dort entstand die bis heute bedeutende Beschreibung von Fischen aus dem Ganges und seinen Zuflüssen, die jedoch erst 1822 in London und Edinburgh veröffentlicht wurde. Diese Arbeit enthält zahlreiche wissenschaftliche Erstbeschreibungen.
Später, mittlerweile dem Generalgouverneur Indiens direkt unterstellt, verfasste Buchanan seine größte und wichtigste Arbeit: To travel through and report upon the countries of Mysore, Canara, and Malabar, investigating the state of Agriculture, arts, and commerce; the religion, manners and customs; the history, natural and civil, and antiquities in the dominions of the Rájá of Mysore, and the countries aquiesed by the honorable East India Company in the late and former wars from Tippoo Sultan.
1806 kehrte Buchanan für kurze Zeit nach Großbritannien zurück, bereiste zuvor aber auch Nepal, wo er wiederum umfangreiche botanische Sammlungen anlegen konnte. Anschließend wieder in den indischen Kolonien tätig, arbeitete er zunächst vorwiegend in der Verwaltung der East India Company. 1814 ernannte ihn die Kolonialregierung zum Direktor des Botanischen Gartens von Kalkutta. Aber schon ein Jahr später kehrte er für immer nach Schottland zurück. 1817 wurde er zum Fellow der Royal Society of Edinburgh gewählt.
Nach dem Tod seines ältesten Bruders fiel das mütterliche Erbe an ihn. Dadurch wurde er auch zum Oberhaupt des Hamilton-Clans und führte fortan den zusätzlichen Namen Hamilton. Francis Hamilton (vormals Buchanan) starb im Alter von 67 Jahren auf „Branziet“, seinem Geburtshaus.

## Ehrungen
Curt Polycarp Joachim Sprengel benannte nach ihm die Pflanzengattung Buchanania Spreng. aus der Familie der Sumachgewächse (Anacardiaceae). Außerdem ehrt ihn das Artepitheton des Steinortolans (Emberiza buchanani) Blyth, 1844.

## Schriften (Auswahl)
- A Journey from Madras through the countries of Mysore, Canara and Malabar ... In three volumes. T. Cadell and W. Davies (Booksellers to the Asiatic Society); lack, Parry, and Kingsbury (Booksellers to the East India Company), London 1807. (Band 1 Volltext in der Google-Buchsuche, Band 2 Volltext in der Google-Buchsuche, Band 3 Volltext in der Google-Buchsuche)
- An Account of the Kingdom of Nepal and of the Territories Annexed to this Dominion by the House of Gorkha. Archibald Constable and Co., Edinburgh 1819 (Volltext in der Google-Buchsuche).
- An account of the fishes found in the river Ganges and its branches. Archibald Constable and Co., Edinburgh 1822 (Volltext in der Google-Buchsuche).
- A Commentary on the Hortus Malabaricus:
  - A Commentary on the Hortus Malabaricus, Part I. In: Transactions of the Linnean Society of London. Band 13, Teil 2, 1822, S. 474–560 (online).
  - A Commentary on the Second Part of the Hortus Malabaricus. In: Transactions of the Linnean Society of London. Band 14. Teil 2, 1825, S. 171–312 (online).
  - A Commentary on the Third Part of the Hortus Malabaricus. In: Transactions of the Linnean Society of London. Band 15, Teil 1, 1827, S. 78–152 (online).
  - A Commentary on the Fourth Part of the Hortus Malabaricus. In: Transactions of the Linnean Society of London. Band 17, Teil 2, 1837, S. 147–252 (online).